# Alejandro Fernández-Osorio
Alejandro Fernández-Osorio (Villallana, Asturias, 1984) es un escritor y psicólogo español. Es licenciado en Psicología por la Universidad de Salamanca, Experto en teoría y psicoterapia psicoanalítica y Máster en Estudios literarios por la Universidad Complutense.
Ha sido profesor en la Universidad Internacional de la Rioja y en la actualidad lo es del Máster en Psicoterapia de base Antropológica en la Universidad de Salamanca. Reside y ejerce en Madrid.

## Obras
- Fronteria. Trabe (2012) (poemario)
- Magaya. Impronta (2014) (poemario bilingüe asturiano-castellano)
- JC. Impronta (2016) (novela)

## Premios
- Premio Asturias Joven de Poesía 2011 por Frontería. (Libro hermoso, de una sola pieza, corto en su factura material pero de larga longitud en la emoción que convoca para trascender la relación entre el hombre y la naturaleza, entre el hombre y su contexto, entre los hombres y cada palabra que nos nombra. Frontería es, sin fin, eso que vamos siendo. Javier Lasheras)
- Premio de la Crítica Asturiana de Poesía por Magaya, 2014. ( “Un regreso a las raíces personales y familiares para trazar, a veces desde la ironía, una potente metáfora del país a la vez que trasciende la anécdota costumbrista”. Acta pública del jurado.)
- Premio Asturias Joven de Narrativa 2015 por la novela JC. ("Un perfecto dominio de estructura narrativa y acción (flashback, voces, ambientes, escenas), ritmo trepidante perfectamente hilvanado entre acción presente y pasada, fuerza y frescura, voz propia y talento, acción y ritmo que invitan a seguir leyendo". Acta pública del jurado.)